# Георгиевка (Боготольский район)
Георгиевка — деревня в Боготольском районе Красноярского края России. Входит в состав Юрьевского сельсовета. Находится на правом берегу реки Поперечка (приток реки Четь), примерно в 21 км к северо-северо-западу (NNW) от районного центра, города Боготол, на высоте 206 метров над уровнем моря.

## Население
| 2010 |
| ---- |
| 166  |

По данным Всероссийской переписи, в 2010 году численность населения деревни составляла 166 человек (79 мужчин и 87 женщин).

## Улицы
Уличная сеть деревни состоит из 3 улиц.